# 19. století př. n. l.

## Události
- cca 1895 př. n. l. – Začal vládnout Senusret II. (dvanáctá dynastie). Vedle jeho pyramidového komplexu v el-Lahunu postavil Kahun.
- 1878 př. n. l. – Zemřel Senusret II.(dvanáctá dynastie).
- cca 1878 př. n. l. – Začal vládnout Senusret III. (dvanáctá dynastie).
- 1878 př. n. l. – Král Senusret III. rozšířil svá území až ke druhému nilskému kataraktu, kde vybudoval pevnosti Semna a Kumma.
- 1876 př. n. l. – (podle jedné interpretace vnitřní biblické chronologie) Izraelité vstupují po dvouletém hladomoru do Egypta.
- cca 1842 př. n. l. – Zemřel Senusret III. (dvanáctá dynastie).
- 1841 př. n. l. – Faraón Amenemhet III. dokončuje vodní díla, s jejichž stavbou započal již jeho předchůdce Senusret III.
- 1837 př. n. l. – Podle biblické chronologie se narodil Jakub.
- 1830 př. n. l. – Amorejský kníže Sumuabum zakládá v dosud bezvýznamném sídlišti Babylón novou vladařskou dynastii.
- 1829 – 1818 př. n. l. – Egyptsko-Nubijská válka.
- 1818 př. n. l. – Egyptské tažení na Izrael.
- 1813 př. n. l. – Amorité si podrobují severní Mezopotámii.
- 1806 př. n. l. – Obvyklé datum pro konec dynastie Xia v Číně.
- 1800 př. n. l. – Začátek Skandinávské doby bronzové v periodickém systému navrženém Oscarem Monteliusem.
- Úpadek Pohárové kultury.